# سمامة سوداء
سمامة سوداء (الاسم العلمي: Cypseloides niger) هو نوع من فصيلة سمامة.